# Lanthanbromid
Lanthanbromid (LaBr3) ist das Salz des Seltenerd-Metalls Lanthan mit Bromwasserstoff. Es kristallisiert hexagonal (Raumgruppe P63/m (Raumgruppen-Nr. 176), a = 797,13 pm, c = 452,16 pm) und bildet farblose Kristalle, die hygroskopisch sind.